# Lupinus prouvensalanus
Lupinus prouvensalanus är en ärtväxtart som beskrevs av Charles Piper Smith. Lupinus prouvensalanus ingår i släktet lupiner, och familjen ärtväxter. Inga underarter finns listade i Catalogue of Life.